# North Ealing (métro de Londres)
North Ealing est une station de la Piccadilly line du métro de Londres, en zone 3. Elle est située dans le quartier Ealing, dans le Borough londonien d'Ealing.